# Cherie Priest

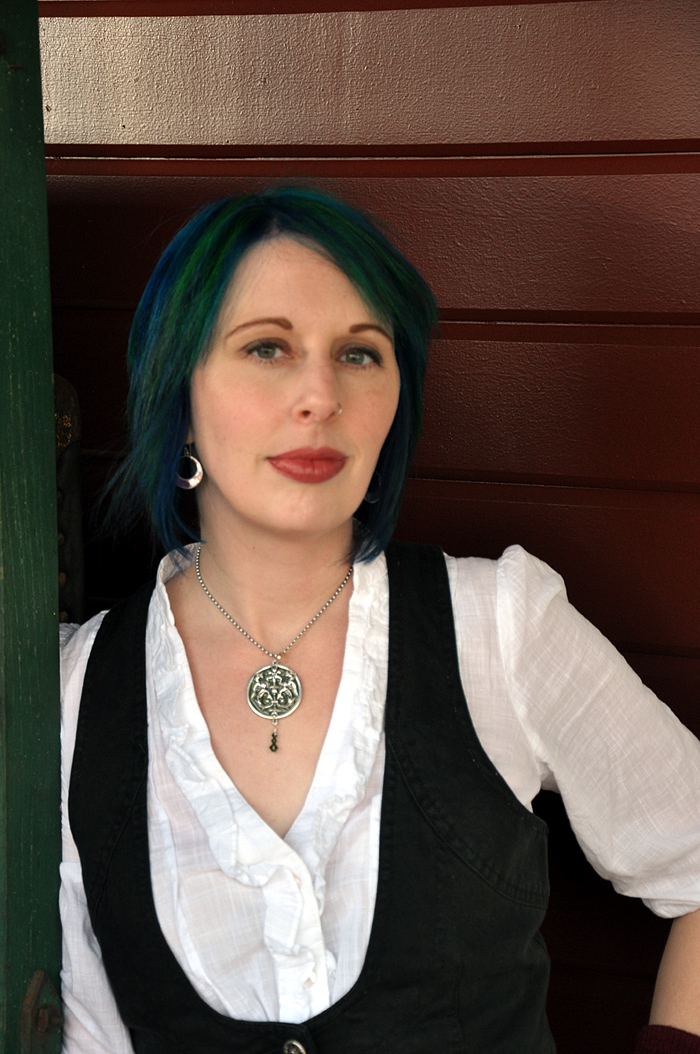
Cherie Priest (2009)

Cherie Priest (ur. 30 lipca 1975 w Tampie w stanie Floryda) – amerykańska pisarka, autorka literatury science fiction (steampunk) i fantasy oraz horrorów.
Ukończyła studia licencjackie na Southern Adventist University (1998) i magisterskie na University of Tennessee at Chattanooga (2002). Otrzymała nagrody literackieː Lulu Blooker Prize (za powieść Four and Twenty Blackbirds), Pacific Northwest Booksellers Association Award i Nagrodę Locusa (za powieść Kościotrzep), Nagrodę Endeavour (za powieść Dreadnought), Airship Award (za powieść Ganymede)  oraz  Northbrook Junior High Book Award i Westchester Fiction Award (obie za powieść I Am Princess X).
Jest mężatką. Mieszka w Chattanoodze w stanie Tennessee.

## Dzieła

### Powieści
seria Eden Moore
1. Four and Twenty Blackbirds (2003)
2. Wings to the Kingdom (2006)
3. Not Flesh Nor Feathers (2007)

- Dreadful Skin (2007)
- Fathom (2008)
- Those Who Went Remain There Still (2008)

seria Stulecie machin
1. Boneshaker (2009; wydanie polskie Kościotrzep 2012)
2. Dreadnought (2010)
3. Ganymede (2011)
4. The Inexplicables (2012)
5. Fiddlehead (2013)
6. Jacaranda (2014)

seria Cheshire Red Reports
1. Bloodshot (2011)
2. Hellbent (2011)

seria Borden Dispatches
1. Maplecroft (2014)
2. Chapelwood (2015)

seria Princess X
1. I Am Princess X  (2015)

- The Family Plot (2016)
- Brimstone (2017)
- Indigo (2017; wraz z dziewięciorgiem innych autorów)

### Opowiadania
- Horror at Snodgrass Hill (2003)
- The October Devotion (2006)
- 10 Archetypes in 2000 Words (2006)
- The Immigrant (2006)
- Engels Unaware (1992)
- Wishbones (2006)
- Following Piper (2007)
- The Heavy (2008)
- Catastrophe Box (2009)
- Hell's Bells (2009)
- Reluctance (2010)
- The Rat Race (2011)
- Addison Howell and the Clockroach (2011)
- Heavy Metal (2014; wydanie polskie Ciężki metal 2015)
- The Mermaid Aquarium: Weeki Wachee Springs, 1951 (2016)

### Nowele
- The Wreck of the Mary Byrd (2006)
- Bad Sushi (2007)
- Clementine (z serii Stulecie machin 2010)
- Tanglefoot (z serii Stulecie machin 2011 – wydanie polskie w czasopiśmie Fantasy & Science Fiction 2011 Plątonogi)